# Microplexia anosibe
Microplexia anosibe là một loài bướm đêm trong họ Noctuidae.